# San Giovanni Battista in Collatino
San Giovanni Battista in Collatino är en kyrkobyggnad i Rom, helgad åt den helige Johannes Döparen. Kyrkan är belägen vid Via Sandro Sandri i quartiere Collatino och tillhör församlingen San Giovanni Battista in Collatino.
Kyrkan förestås av Opus Dei.

## Historia
Kyrkan uppfördes åren 1961–1965 efter ritningar av arkitekterna Igino Pineschi och Antonpaolo Savio och konsekrerades den 21 november 1965 av påve Paulus VI.
Exteriören är uppförd i betong och marmor. Interiören har en cykel med glasmålningar: 
- Ängeln uppenbarar sig för Sakarias
- Jungfru Marie besök hos Elisabet
- Johannes Döparens födelse
- Kristi dop
- Den heliga Treenigheten
- Johannes Döparen predikar
- Johannes Döparens fängslande och martyrium
- Johannes Döparens begravning
- Johannes Döparens ropande röst i öknen

I högkoret markeras tabernaklets ursprungliga plats med en förgylld mosaik, vilken föreställer Guds Lamm. I höger sidoskepp finns ett Mariakapell, vilket även utgör sakramentskapell.